# El cant dels ocells

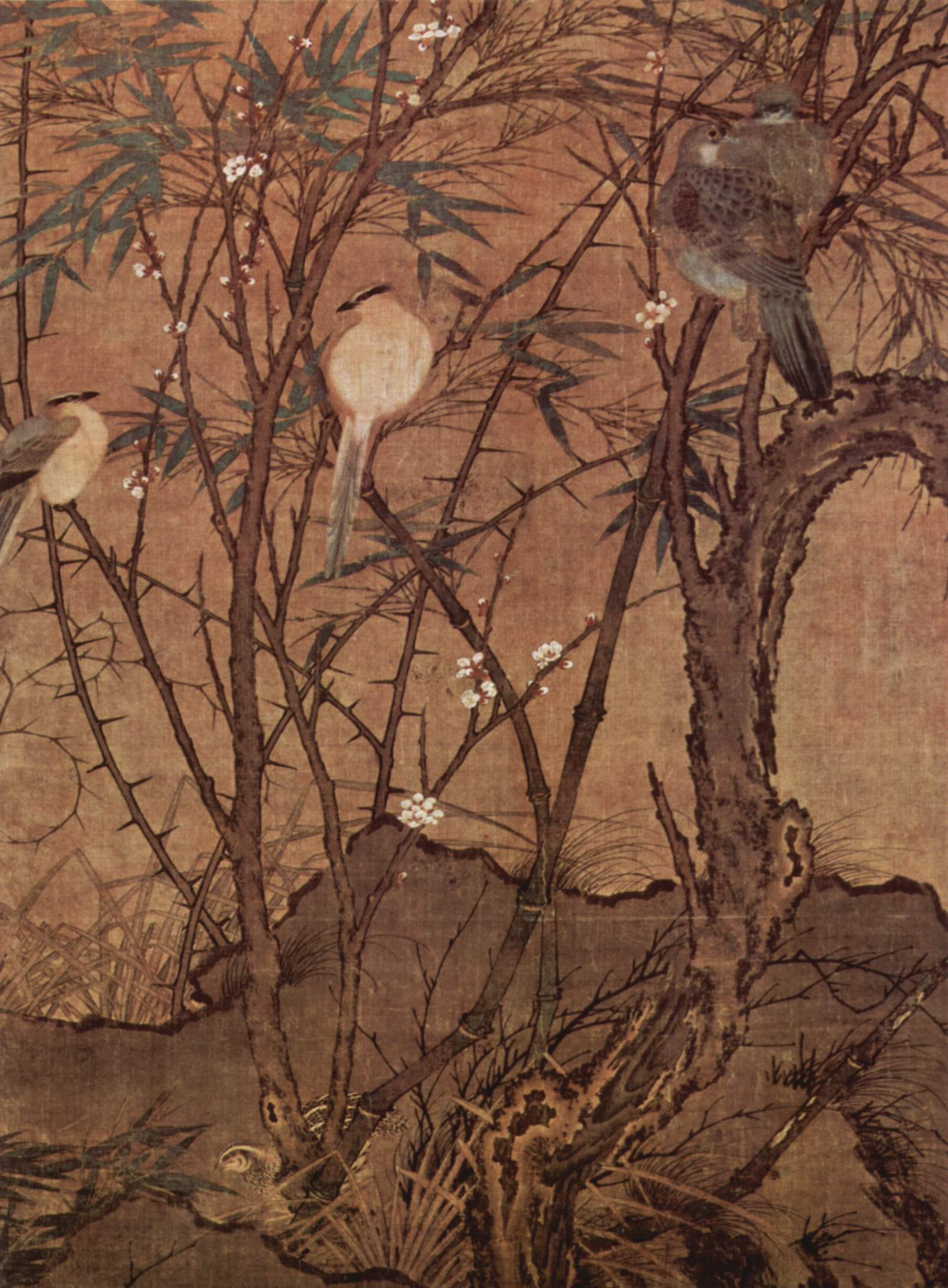
Oiseaux sur une peinture sur soie chinoise du XIIe siècle

Pour les articles homonymes, voir Le Chant des oiseaux (homonymie).
El cant dels ocells (en français : « Le chant des oiseaux ») est une chanson traditionnelle catalane de Noël. La chanson décrit la joie de la nature le jour de la naissance de Jésus dans l'étable de Bethléem. Les paroles et la mélodie ont été utilisées et adaptées dans différents contextes.

## Histoire
Comme souvent dans ce type de chanson populaire, l'auteur d'origine reste inconnu. Elle est attestée dès le début du XVIIIe siècle. Certaines sources lui donnent une origine médiévale.
Les paroles et la mélodie ont été utilisées et adaptées dans différents contextes. Les plus célèbres sont une sardane de même nom écrite par Pep Ventura et un arrangement pour violoncelle de Pablo Casals (Pau Casals en catalan). La mélodie peut aussi s'adapter à un rythme de berceuse et être utilisée comme telle.
Pau Casals a fait plusieurs adaptations du cant dels ocells mais n'en est donc pas l'auteur d'origine. Il l'a joué pour commencer chacun de ses concerts à partir de 1939. Fruit du sentiment catalaniste de Pau Casals par opposition au franquisme, et d'une conférence au siège des Nations unies où il a interprété cette chanson accompagné par un orchestre, le cant dels ocells est devenu un symbole de paix et de liberté en Catalogne et autour du monde.

« Quand j'étais en exil, après la guerre civile, j'ai souvent fini mes concerts et festivals avec une vieille chanson populaire catalane qui est réellement une chanson de Noël. Elle s'appelle El Cant dels ocells, «Le Chant des Oiseaux ». Depuis lors, la mélodie est devenue la chanson des réfugiés espagnols, pleins de nostalgie »

— Pau Casals
Le même Pau Casals interprétait cette mélodie généralement avant de finir ses concerts et récitals, en tant que symbole d'union entre les peuples. Il n'a jamais accepté de jouer dans un pays en guerre. Lors d'un concert à la Maison-Blanche, John Fitzgerald Kennedy déclare au violoncelliste « Vous nous avez rendu humbles ».
Plusieurs enregistrements du chant ont été réalisées. La plus ancienne est la sardane de Pep Ventura avec un très émouvant solo de tenora (le grand hautbois catalan). Deux versions remarquables de Pau Casals ont été enregistrées, un arrangement pour 8 violoncelles ainsi qu'un arrangement pour piano et violoncelle. Sa mélodie a pénétré le répertoire du jazz : celui du pianiste catalan Tete Montoliu, du saxophoniste espagnol Pedro Iturralde qui a également écrit un arrangement pour saxophone et orchestre de jazz, mais aussi celui du pianiste américain Ran Blake qui l'a souvent enregistré.
En Catalogne, lors de commémorations publiques, cette musique est jouée en guise d'hommage, à la place d'une minute de silence.

## Paroles
| Catalan | Français |
| --- | --- |
| El cant dels ocells Cançó de nadal Al veure despuntar el major lluminar en la nit més ditxosa, els ocellets cantant, a festejar-lo van amb sa veu melindrosa. L’àguila imperial se’n vola cel adalt, cantant amb melodia, dient: Jesús és nat, per treure’ns de pecat i dar-nos alegria. Repon-li lo pardal: Avui, nit de Nadal, és nit de gran contento! El verdum i el lluer diuen cantant, també : "Oh, quina alegria sento! Cantava el passerell : Oh, que hermós i que bell és l’infant de Maria! I li respon el tord : Vençuda n’és la mort, ja naix la vida mia ! Refila el rossinyol : És més bonic que el sol més brillant que una estrella! La cotxa i el bitxac festegen al manyac i a sa Mare donzella. Cantava el reietó per glòria del Senyor, inflant amb biçarria; el canari segueix: llur música pareix del Cel gran melodia. Ja n’entra el cotoliu dient: Ocells veniu a festejar l’aurora! I lo merlot, xiulant, anava festejant a la més gran Senyora. L’estiverola diu: No és hivern ni estiu sinó que és primavera; puix que és nada una flor que pertot dóna olor I omple la terra entera. Cantava el francolí: Ocells qui vol venir avui a trenc de dia a veure el gran Senyor amb sa gran resplendor a dins d’una establia? Ve cantant el puput: Eixa nit ha vingut el Rei de més grandesa! La tórtora i el colom admiren a tothom cantant sense tristesa. Picots i borroners volen entre els fruiters cantant llurs alegries; la guatlla i el cucut de molt lluny han vingut per contemplar el Messies. Cantava la perdiu Me’n vaig a fer lo niu dins d’aquella establia, per a veure l’Infant com està tremolant en braços de Maria. La garsa, griva o gaig diuen: Ara ve el maig! Respon la cadernera: Tot arbre reverdeix, tota branca floreix com si fos primavera. Xiuxiueja el pinsà: Glòria avui i demà; sento gran alegria de veure el diamant tan hermós i brillant als braços de Maria. El xot i el mussol al veure eixir el sol confosos se retiren. El gamarús i el duc diuen: Mirar no puc; tals resplendors m’admiren! | Le chant des oiseaux Chant de Noël En voyant se lever La plus grande lumière Dans la plus douce des nuits Les oiseaux chantent Ils vont le fêter avec leur voix délicate. L'aigle impérial S'envole haut dans le ciel Chante mélodieusement En disant « Jésus est né Pour nous libérer du péché et nous donner la joie ». Le moineau lui répond: « Aujourd'hui, nuit de Noël, est une nuit de grand bonheur ». Le verdier et le tarin disent en chantant aussi : « Quelle joie je sens ». La linotte chante : «O h, qu'est-ce qu'il est joli l'enfant de Marie ! » Et la grive lui répond : « La mort est vaincue, Maintenant commence ma vie ». Le rossignol poursuit : « Il est plus joli que le soleil plus brillant qu'une étoile ! » Le rougequeue et le tarier fêtent l'enfant et sa Mère vierge. Le roitelet chante Pour la gloire du Seigneur, Gonflant avec fantaisie. Le canari continue : « Leur musique semble Une grande mélodie céleste ». Maintenant entre l'alouette En disant : « oiseaux, venez fêter l'aurore ! » Et le merle, en sifflant allait fêter la plus grande dame La mésange dit : «Ce n'est ni l'hiver, ni l'été mais c'est le printemps : puisqu'une fleur est née qui embaume partout et emplit la terre entière». Le francolin noir chantait: « Oiseaux, qui veut venir aujourd'hui au lever du jour pour voir le grand Seigneur et sa grande splendeur dans une étable?» La huppe vient en chantant : « Cette nuit est venu le Roi le plus grand La tourterelle et la colombe éblouissent tout le monde en chantant sans tristesse. » Les pics verts et les bouvreuils volent dans les vergers en chantant leur joie la caille et le coucou sont venus de très loin pour contempler le Messie. La perdrix chantait : « Je m'en vais faire le nid dans cette étable pour voir l'Enfant comme il tremble dans les bras de Marie.» La pie, la grive et le geai disent : Maintenant arrive Mai ! Le chardonneret répond : « Tous les arbres reverdissent toutes les branches fleurissent comme si nous étions au printemps ». Le pinson sifflote : « Gloire aujourd'hui et demain Je sens une grande joie de voir le diamant si joli et brillant dans les bras de Marie ». Le hibou et la chouette en voyant se lever le soleil confus se retirent la hulotte et le grand-duc disent « je ne peux pas regarder; de telles splendeurs m'éblouissent ». |

## Œuvres liées
Outre les diverses adaptations de la mélodie et du poème, plusieurs œuvres s'inspirent du Cant dels ocells. Parmi celles-ci se trouve le film homonyme d’Albert Serra reprenant la thématique et la musique de Pau Casals.
La musique a également été adaptée à d'autres poèmes par des chanteurs tels que Lluís Llach, Maria del Mar Bonet et Rosa López.
Mireille Mathieu l'a enregistré sur un arrangement de Rafael Trabuchelli en 1989 dans son album espagnol Embrujo.
Rosemary Standley et Dom la Nena en 2022 enregistrent l'album Birds on wire.